# Freddie Green
Freddie Green (Frederic William, dit Freddie) est un guitariste de jazz américain (Charleston 31 mars 1911 - Las Vegas 1er mars 1987).

## Biographie
Il se remarqua en jouant derrière les big band jazz (en particulier celui de Count Basie). Sa technique en apparence minimaliste le faisait jouer principalement sur les temps (1, 2, 3 et 4). Ceci sur une guitare acoustique. Son style est sujet à nombre d'interrogations de ses admirateurs, sa présence et complicité avec Count Basie contribue à la signature très facilement identifiable de l'orchestre de Basie. Il fait partie de l'histoire de cet orchestre, depuis 1935 jusqu'au décès du leader en 1984. C'est "l'anti-guitariste" par excellence, n'utilisant l'instrument qu'en accords et dans la section rythmique, ses interventions en solo étant rarissimes (The elder, Lil' darlin'). Musicalement , on peut estimer qu'il "remplaçait" la main gauche de Count Basie dans ses solos , et qu'il participait à l'assise du tempo de l'orchestre.

## Discographie

### En tant que leader
- Topsy  (avec Count Basie, 1937 )
- Broadway  (idem, 1940 )
- Lil' Darlin''  (idem, 1958 )
- The Elder (idem, 1962 )

### En tant que sideman
Avec Kenny Burrell
Monday Stroll (1958 ? ) avec Frank Wess.
Avec Count Basie
- The Original American Decca Recordings (GRP, 1937-39 [1992])
- Count Basie and the Kansas City 7 (1962, Impulse!)
- Basie Swingin' Voices Singin' (1966, EMI)
- Loose Walk (avec Roy Eldridge) (1972, Pablo)
- Satch and Josh (avec Oscar Peterson)
- Kansas City 8: Get Together (1979, Pablo)
- Mostly Blues...and Some Others (1983, Pablo)

Avec Charlie Rouse et Paul Quinichette
- The Chase Is On (Bethlehem, 1958)

Avec Sonny Stitt
- Sonny Stitt Plays Arrangements from the Pen of Quincy Jones (1955, Roost)
- Sonny Stitt Plays (Roost, 1955)

Avec Teri Thornton
- Devil May Care (1961, Riverside)

Avec Sarah Vaughan
- Sarah Vaughan in Hi-Fi (1949, Columbia)
- No Count Sarah (avec the Count Basie Orchestra)  (1958), EmArcy)
- Count Basie/Sarah Vaughan (avec the Count Basie Orchestra) (1961, Roulette)
- Send in the Clowns (avec the Count Basie Orchestra) (1981, Pablo)